# Фінтан Маккарті
Фінтан Маккарті (англ. Fintan McCarthy; нар. 23 листопада 1996) — ірландський веслувальник, олімпійський чемпіон 2020 та 2024 років, дворазовий чемпіон світу та Європи.

## Виступи на Олімпіадах
| Олімпіада  | Дисципліна               | Місце |
| ---------- | ------------------------ | ----- |
| Токіо 2020 | парні двійки, легка вага | 1     |
| Париж 2024 | парні двійки, легка вага | 1     |

## Зовнішні посилання
- Фінтан Маккарті на сайті FISA.